# Vellica

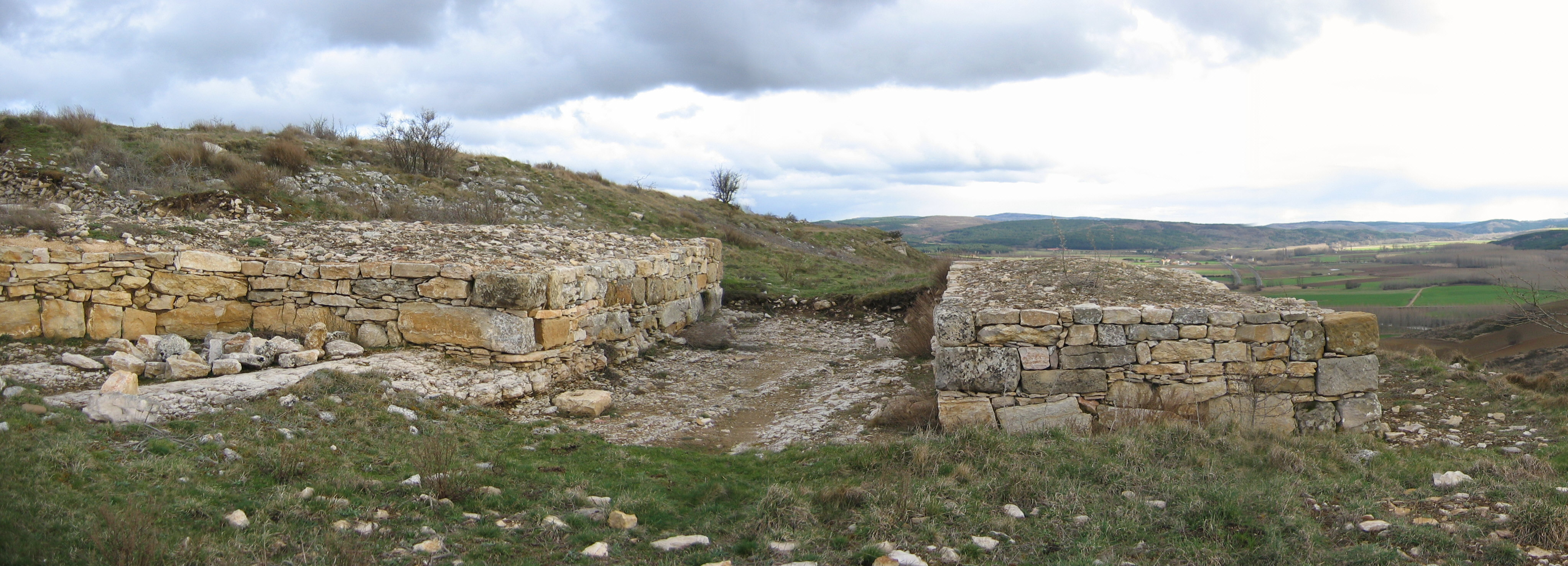
Vista de una de las entradas al Castro de Monte Cildá (Olleros de Pisuerga, Palencia)

Vellica fue una importante ciudad fortificada de los antiguos cántabros vellicos, a cuyos pies, en el llano, según Floro y Orosio hubo una formidable batalla entre cántabros y romanos durante las guerras cántabras. Su localización es incierta. Para algunos historiadores debería corresponder con el castro de Monte Cildá, en Olleros de Pisuerga (Palencia), relacionándola con la mansio Villegia recogida en el Itinerario de Barro, mientras que otros la localizan en la zona de Riaño (León) y en Medina de Pomar (Burgos), cuya tradición sitúa Vellica como asentamiento primitivo de la localidad. También se ha sugerido que Vellica y Bergida son la misma ciudad.
Según Joaquín González Echegaray esta ciudad correspondería con la fortificación de Monte Cildá, «donde apareció una inscripción que cita al clan de los Vellicum», y que «tuvo que ser conquistada por los romanos al penetrar desde el sur, después del castro de Peña Amaya y antes de Monte Bernorio».
Fue tomada por los romanos durante la Batalla de Vellica (25 a. C.) y destruida.
En el siglo V los habitantes de la ciudad, entonces extendida por el llano, fortificaron precipitadamente en las alturas el antiguo castro ante el derrumbe del Imperio romano y temeroso de las invasiones de los pueblos del norte de Europa. Este suceso coincide también con los vestigios hallados en el Yacimiento de Monte Cildá.